# Israelitische Kultusgemeinde Amstetten
Die Israelitische Kultusgemeinde Amstetten in Niederösterreich umfasste die Bezirke Amstetten und Scheibbs, den zum Bezirk Pöggstall gehörenden Gerichtsbezirk Persenbeug, die zum Bezirk Melk gehörenden Gerichtsbezirke Mank und Ybbs sowie die Statutarstadt Waidhofen an der Ybbs und bestand zwischen 1861 und 1938.

## Kemmelbach
Die erste jüdische Gemeinschaft entstand Mitte des 19. Jahrhunderts in Kemmelbach. Die Niederösterreichische Statthalterei genehmigte 1861 die Statuten der „Israelitischen Cultus-Gemeinde in Kemmelbach“, die auf der Basis des Vereinsrechts gegründet worden war.
In der Gemeinde Neumarkt an der Ybbs, der Kemmelbach gehörte, lebten 1855 73 Juden, was 11 Prozent der Gesamtbevölkerung entsprach. Kemmelbach verfügte über ein Bethaus, eine jüdische Volksschule, einen Rabbiner, einen Schächter, einen Kantor und einen Lehrer. Vor 1867 bestand bereits der jüdische Friedhof in Griesheim.
Am 2. Dezember 1857 wurde das Bethaus geschlossen, die jüdische Volksschule bestand bis 1866.
Anfang der 1880er Jahre wurde die Kultusgemeinde von Kemmelbach nach Ybbs an der Donau verlegt.

## Ybbs an der Donau
Die „Cultusgemeinde Ybbs“ kaufte 1889 ein Grundstück, gründete zum 1. Jänner 1892, entsprechend dem Israelitengesetz von 1890, die Israelitische Kultusgemeinde Ybbs, und errichtete 1894 den Jüdischen Friedhof Ybbs an der Donau, mit Friedhofsmauer und Zeremonienhalle. Aufgrund der begrenzten Mittel der Gemeinde wechselte deren Sitz jeweils an den Wohnort des Gemeindevorstehers.

## Amstetten

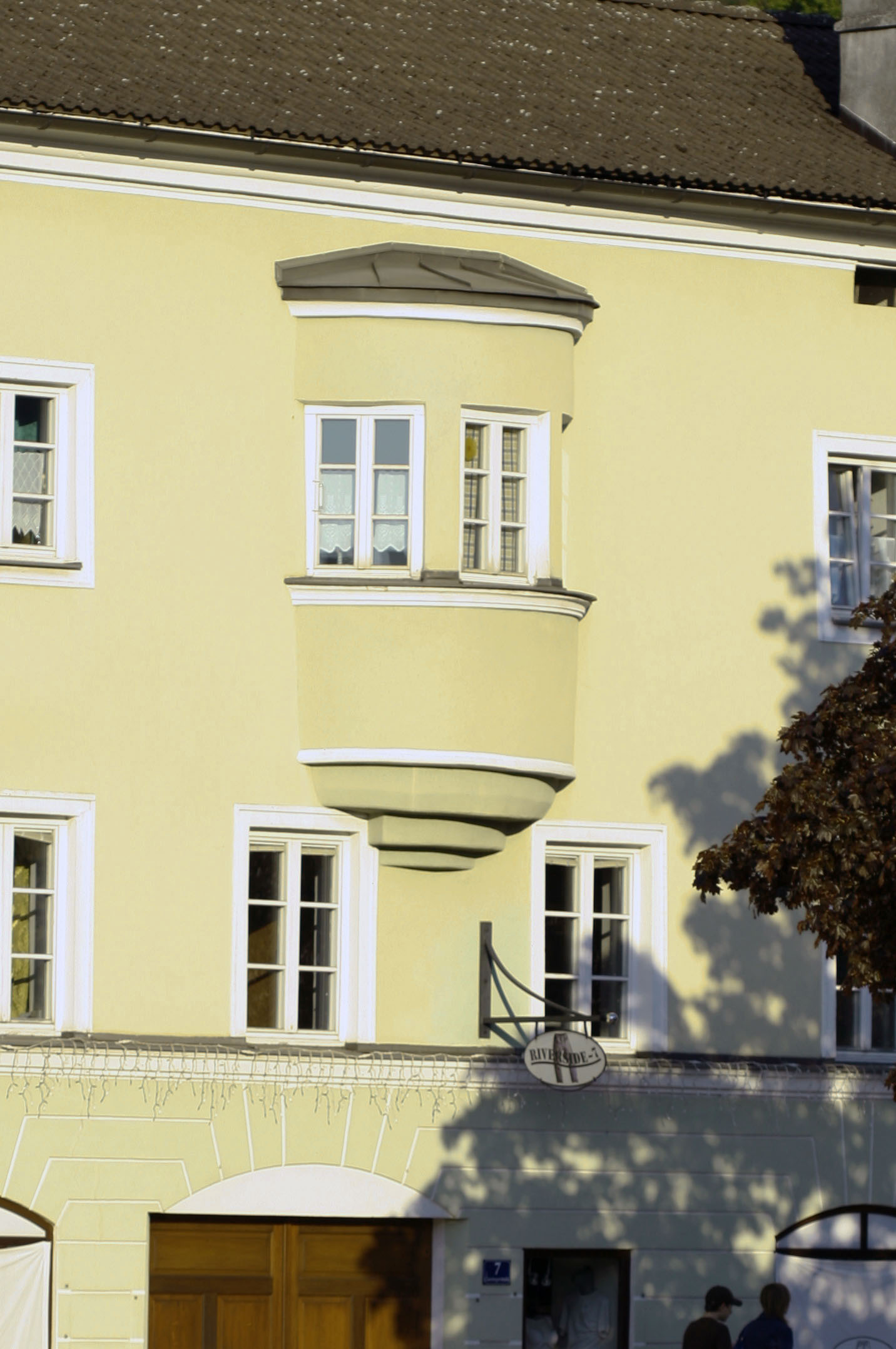
Ehemaliger jüdischer Betraum (Erker) in Scheibbs

Ein Betsaal wurde am 18. August 1896, dem Geburtstag Kaiser Franz Josephs I., in Anwesenheit des Bürgermeisters, des Bezirkshauptmanns, sowie Vertretern der Israelitischen Kultusgemeinde Wien und der Israelitischen Kultusgemeinde Sankt Pölten eingeweiht. Später übersiedelte der Betsaal in die Ardaggerstraße und blieb hier bis 1938.
1897 änderte die IKG Ybbs ihren Namen auf IKG Amstetten.
Die Kultusgemeinde bemühte sich um die Errichtung einer eigenen Synagoge und kaufte zu diesem Zweck am 9. Mai 1910 auch ein Grundstück. Zum Bau kam es jedoch nicht. Auch die Errichtung eines eigenen Friedhofs wurde diskutiert.
Um 1912 befanden sich weitere Beträume in Scheibbs, Purgstall an der Erlauf und Mank, sowie möglicherweise in Kemmelbach. 1937 scheinen diese Räume aber nicht mehr auf.
Ab 1922 verfügte die Gemeinde aus finanziellen Gründen über keinen eigenen Rabbiner mehr. Zunächst übernahm provisorisch der Rabbiner der IKG Sankt Pölten dessen Aufgaben, ab 1933 folgte ebenso provisorisch der Rabbiner der Israelitischen Kultusgemeinde Linz. Zwischen 1935 und 1938 übte der in Wien wohnende Doktor Moses Landau dieses Amt provisorisch aus. Er kam nur nach Amstetten, wenn er benötigt wurde.
Unmittelbar nach dem Einmarsch der deutschen Wehrmacht in Österreich und dem Anschluss an das Dritte Reich wurden die jüdischen Einwohner demonstrativ und zum Gaudium des Großteils der Bewohner öffentlich misshandelt, drangsaliert und gedemütigt. Später trat zwar eine nach außen hin ruhigere Phase ein, doch die verschiedenen NS-Dienststellen schikanierten die jüdischen Einwohner weiterhin und raubten sie – gedeckt durch NS-Gesetze – aus. Der nächste offene Gewaltausbruch gegen Juden und jüdische Geschäfte und Einrichtungen erfolgte in der Reichspogromnacht.
Die Vertreibung der Juden aus dieser Region fand am 27. Mai 1940 mit der Meldung von Joseph Löwenherz, dem damaligen Vorsteher der IKG Wien, zur Übersiedlung der bisher noch in Amstetten und Umgebung lebenden Juden nach Wien, ihren Abschluss.
Um den Jahreswechsel 1939/40 bestand die IKG Amstetten noch auf dem Papier. Aufgelöst und in die IKG Wien eingegliedert wurde sie am 1. August 1940.
1999 hat die Stadtgemeinde Amstetten eine Gedenkstätte, die an die Vertreibung der Amstettener Jüdinnen und Juden gemahnt, nahe dem Stadtzentrum im Schulpark errichtet. Der Errichtung des Mahnmals ging ein kontroverser politischer Diskurs im Amstettener Gemeinderat voraus. Nach Plänen von Norbert Mahringer sind in einem kreisförmigen wildwachsenden Rasenstück von sechs Meter Durchmesser gut 20 Zentimeter im Durchmesser starke Glaszylinder auf einem Kreis von fünf Meter Durchmesser in die Erde eingelassen. Auf den zu Tage liegenden abgeschrägten Endstücken – zwölf an der Zahl, die zwölf Zentimeter über die Erdoberfläche ragen – sind die Namen der elf vertriebenen Familien resp. Personen eingetragen; der namenlose Glaszylinder steht für die Unaussprechlichkeit des Geschehens.
An der Einweihungszeremonie im Herbst 1999 nahmen neben anderen der damalige Amstettener Bürgermeister Herbert Katzengruber (SPÖ) und Vertreter der Israelitische Kultusgemeinde Wien (der damalige Generalsekretär der IKG Wien, Dr. Avshalom Hodik, deren Oberkantor Shmuel Barzilai und Dr. Michael Schüller als Vertreter der politischen Fraktion ATID in der IKG) teil.